# 1803 en science
| Années de la science : 1800 - 1801 - 1802 - 1803 - 1804 - 1805 - 1806    |
| Décennies de la science : 1770 - 1780 - 1790 - 1800 - 1810 - 1820 - 1830 |

Cet article présente les faits marquants de l'année 1803 en science.

## Événements

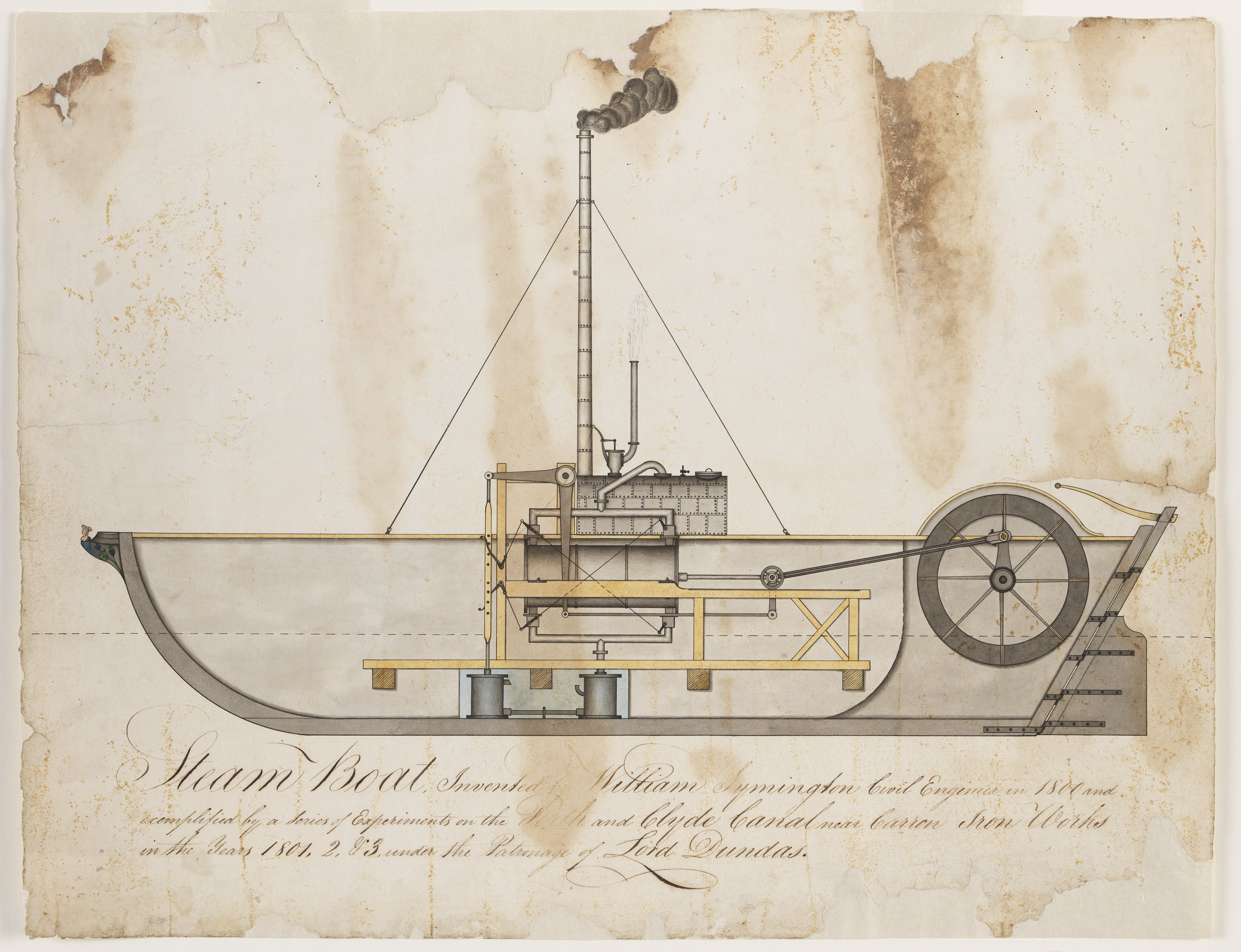
Le Charlotte Dundas de William Symington.

- 4 janvier : William Symington fait la démonstration du Charlotte Dundas (en), un bateau à vapeur destiné à la navigation sur le canal de Forth et Clyde, en Écosse[1].

- 9 juin, Sydney : l’explorateur Matthew Flinders achève la première circumnavigation de l’Australie[2].

- 26 juillet : inauguration du Surrey Iron Railway entre Croydon et Wandworth ; c'est la première ligne de chemin de fer publique au Royaume-Uni. Les voitures sont tractées par des animaux[3].

- 3 août : création officielle de la Société de pharmacie de Paris, future Académie nationale de pharmacie[4].
- 9 août : l'inventeur américain Robert Fulton fait naviguer un  bateau à vapeur sur la Seine. Mais Napoléon ne croit pas en l'avenir de la machine à vapeur[5].

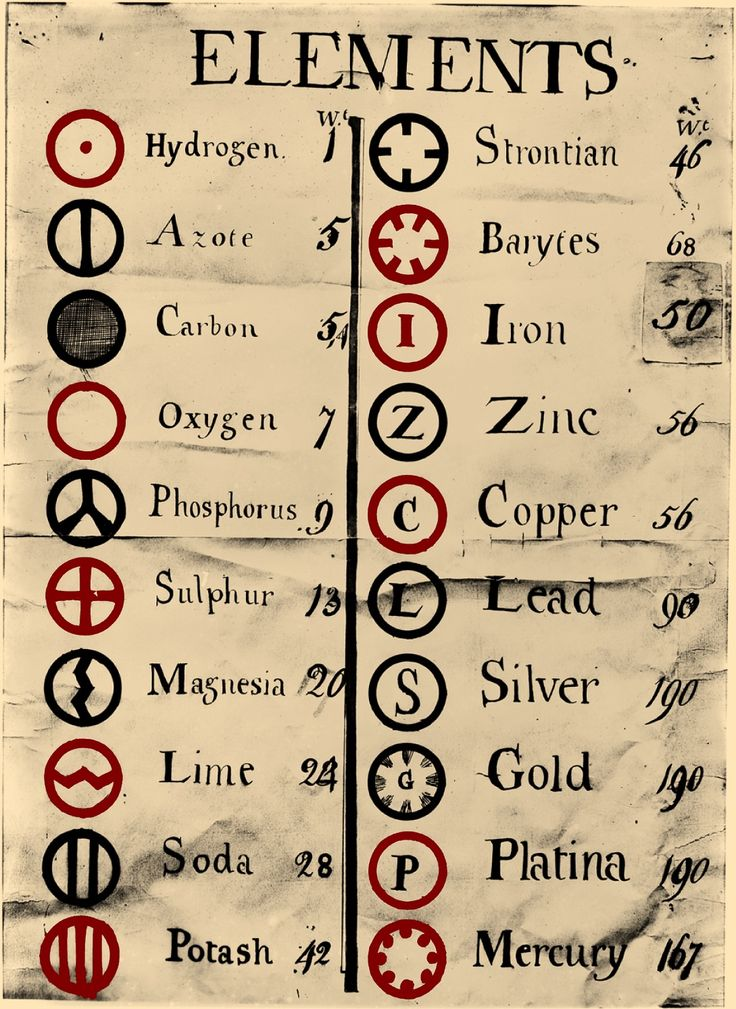
Liste des éléments de Dalton, (A New System of Chemical Philosophy, 1808).

- Fondation du Jardin botanique de l'Université de Tartu par le professeur Gottfried Albrecht Germann (de)[6].
- La première fabrique de caoutchouc est créée à Paris pour produire des bandes élatiques pour les jarretières et les bretelles[7].

### Sciences physiques
- 1er janvier : le chimiste britannique William Henry publie dans les Philosophical Transactions of the Royal Society un article qui énonce la loi sur la dissolution des gaz dans les liquides, appelée loi de Henry[8].

- 20 janvier : le pharmacien français Jean-François Derosne publie dans les Annales de chimie un mémoire sur l’opium où il décrit un dérivé de l'opium, qu'il appelle « sel essentiel d'opium » et s’étonne de ses propriétés alcalines. Ce sel est identifié par Pierre Jean Robiquet comme la narcotine en 1832[9],[10].
- 26 avril : une pluie de près de 3 000 météorites s'abat sur le village de L'Aigle en Normandie. Le 17 juillet, Jean-Baptiste Biot présente à L'Académie des sciences son rapport sur la pluie de pierres du village de L'Aigle et conclut à leur origine extraterrestre[11].
- Avril : Wollaston annonce anonymement sa découverte du palladium. Il a isolé le rhodium et le palladium, de nouveaux éléments chimiques, en purifiant les minerais de platine en 1802. En avril 1803, il commercialise le palladium chez Mrs Forster à Gerrard Street sous un nom d'emprunt. Le 12 mai le chimiste Richard Chenevix publie dans les Philosophical Transactions of the Royal Society un article qui affirme que le palladium n'est qu'un alliage de mercure et de platine, ce qui lui vaut d'obtenir la médaille Copley. Le 16 décembre, Wollaston, toujours anonymement, offre une prime à qui pourrait produire du palladium avec la méthode de Chenevix. La polémique s'arrête le 4 juillet 1805 quand Wollaston lit à la Royal Society son mémoire On the Discovery of Palladium ; with Observations on other Substances found with Platina[12].
- Été : le chimiste britannique Smithson Tennant découvre deux nouveaux éléments, l'iridium et l'osmium en étudiant le résidu métallique obtenu après dissolution des minerais de platine. Sa découverte est signalée par une lettre lue à la Royal Society le 21 juin 1804. Simultanément, les chimistes français  Fourcroy et Vauquelin présentent le 10 octobre 1803 à l'Institut de France un article dans lequel ils rapportent leur découverte d'un résidu solide noir après dissolution du platine dans l'eau régale, dans lequel ils identifient un nouvel élément qu'ils nomment ptène. Hippolyte-Victor Collet-Descotils publie le 23 octobre une Notice sur la cause des couleurs différentes qu'affectent certains sels de platine[13] dans laquelle il détaille la même expérience[14].
- 6 septembre  : le chimiste et physicien britannique John Dalton caractérise les corps simples et les corps composés par des symboles et établit la première table de poids atomiques sur ses carnets de laboratoire[15].

- 21 octobre  : lors d'une conférence à la Manchester Literary and Philosophical Society, le savant britannique John Dalton expose sa théorie de la structure atomique de la matière, qui tient compte des poids spécifiques de chaque élément, à l'origine de la physique atomique[16].

- Le cérium est identifié par le chimiste prussien Martin Heinrich Klaproth sous le nom de terre ochroïte. Pratiquement en même temps les Suédois Jöns Jacob Berzelius et Wilhelm Hisinger découvrent qu'elle contient un métal inconnu qu'ils appellent cérium[17].

## Publications

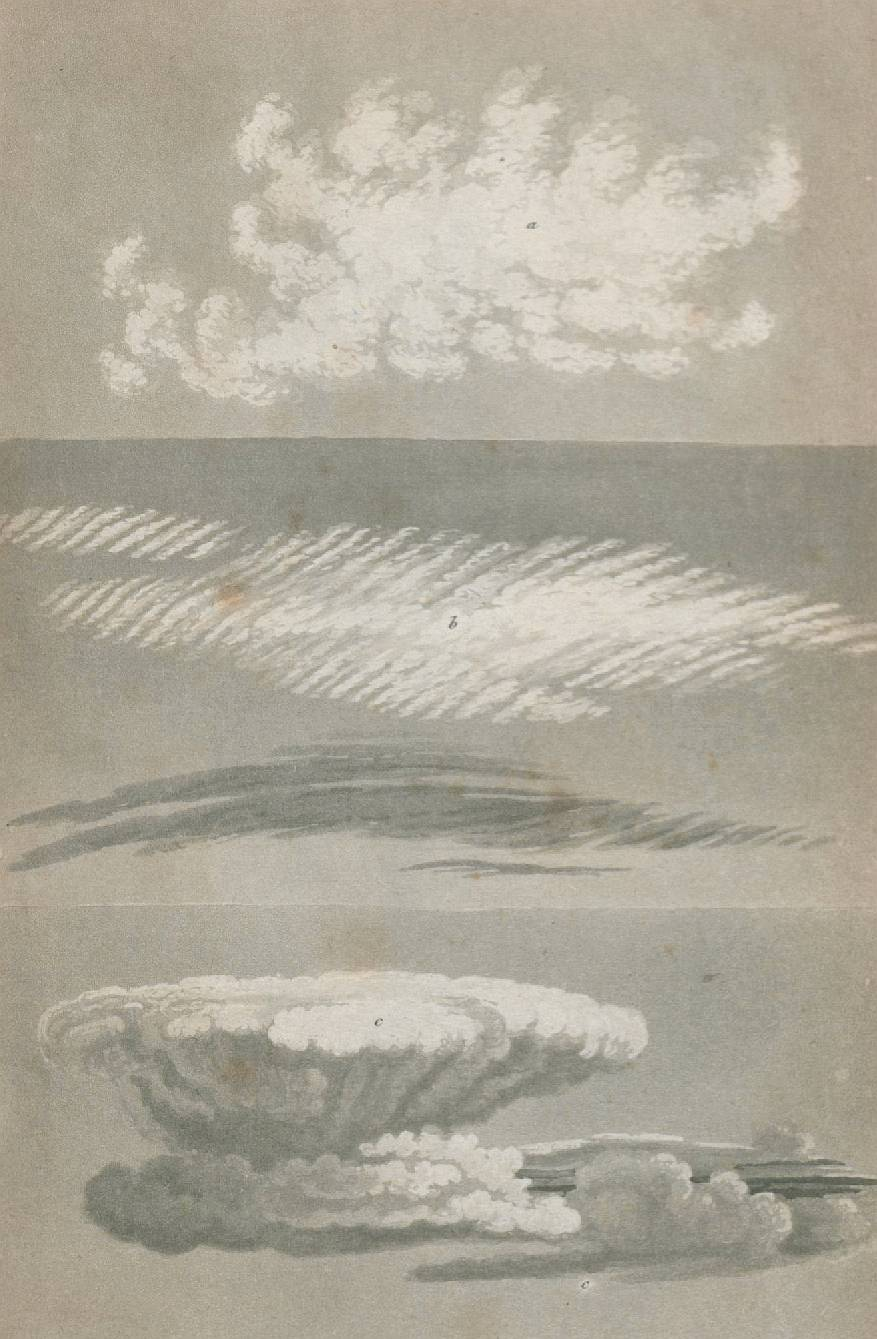
Luke Howard. On the modification of clouds: а) cirrocumulus, b) cirrostratus c) cumulostratus.

- Berthollet : Essai de statique chimique et de Recherches sur les lois des affinités chimiques.
- Luke Howard : On the modification of clouds .
- Lazare Carnot : Géométrie de position.
- Gian Francesco Malfatti : Memoria sopra un problema stereotomico. Il démontre analytiquement le problème des trois cercles.
- André Michaux : Flora Boreali-Americana (posthume).
- Louis Poinsot : Éléments de statique, éd. Firmin-Didot, Paris

## Prix
- Médailles de la Royal Society
  - Médaille Copley : Richard Chenevix

## Naissances

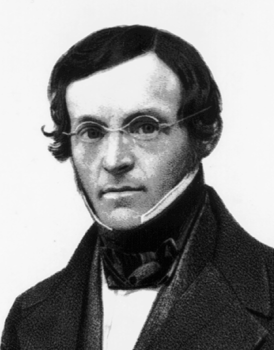
Arnold Adolph Berthold

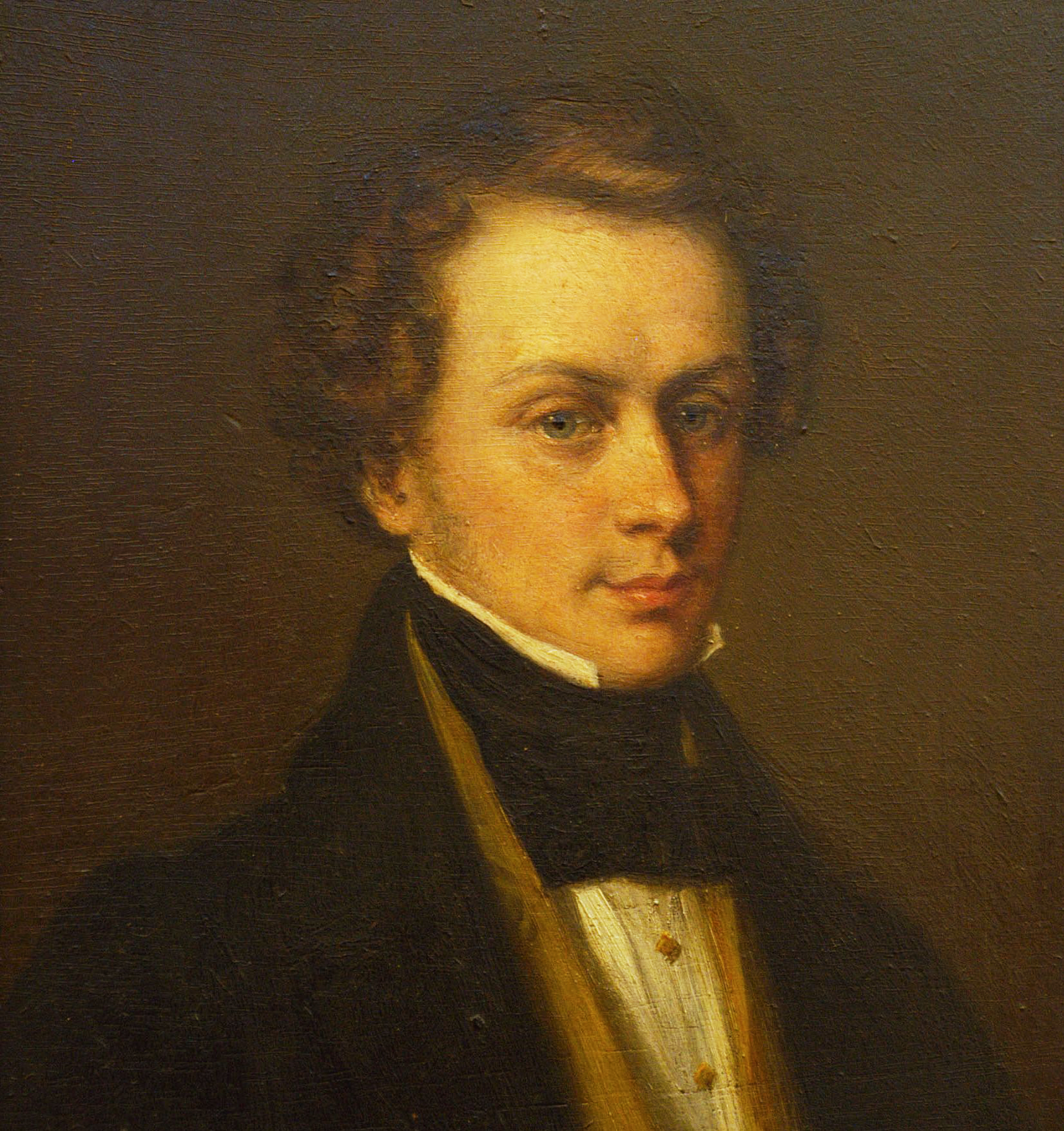
Christian Doppler

- 26 février : Arnold Adolph Berthold (mort en 1861), médecin, physiologiste et anatomiste allemand.

- 26 mars : John William Lubbock (mort en 1865), banquier, mathématicien et astronome britannique.

- 10 avril : Johann Jakob Kaup (mort en 1873), naturaliste allemand.

- 12 mai : Justus von Liebig (mort en 1873), chimiste allemand.
- 22 mai : Frédéric Kuhlmann (mort en 1881), chimiste et industriel français.
- 24 mai :
  - Charles-Lucien Bonaparte (mort en 1857), ornithologue et homme politique français.
  - Alexander von Nordmann (mort en 1866), zoologiste et paléontologue finlandais.

- 21 juin : Timothy Abbott Conrad (mort en 1877), paléontologue et géologue américain.

- 17 septembre : Constantin Wilhelm Lambert Gloger (mort en 1863), zoologiste et ornithologue allemand.

- 11 ou 12 octobre : Amédée de Béhague (mort en 1884), agronome français.
- 16 octobre : Robert Stephenson (mort en 1859), ingénieur civil britannique.

- 16 novembre : Jean Pierre Louis Girardin (mort en 1884), chimiste français.
- 29 novembre : Christian Doppler (mort en 1853), mathématicien et physicien autrichien.

- 1er décembre : Alfred Canel (mort en 1879), historien, archéologue et homme politique français.
- 12 décembre : James Challis (mort en 1882), astronome et membre du clergé britannique.
- 31 décembre : Johann Carl Fuhlrott (mort en 1877), naturaliste et préhistorien allemand.

## Décès

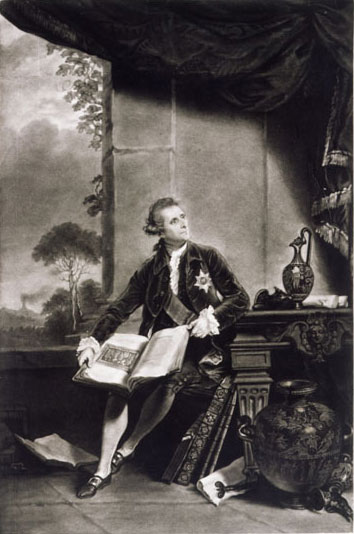
William Hamilton (1730-1803)

- 19 janvier : Marcus Herz (né en 1747), médecin et philosophe allemand.
- Après le 3 février : Louis Depuch (né en 1774), minéralogiste français.
- 6 avril : Sir William Douglas Hamilton (né en 1730), diplomate, antiquaire, archéologue et volcanologue britannique.

- 5 juin : Pierre-François Bernier (né en 1779), astronome français.

- 16 septembre : Nicolas Baudin (né en 1754), explorateur français.

- 3 octobre : François Mustel (né en 1719), agronome français.
- 14 octobre : Ami Argand (né en 1750), physicien et chimiste genevois.

- 30 novembre : François Marie Daudin (né en 1774), zoologiste français.

- 4 décembre : Louis-Joseph-Philippe Ballois (né en 1778), journaliste et statisticien français.
- 31 décembre : John Walker (né en 1731), professeur d'histoire naturelle.

- Peter Woulfe (né en 1727), chimiste et minéralogiste irlandais.